# U61000

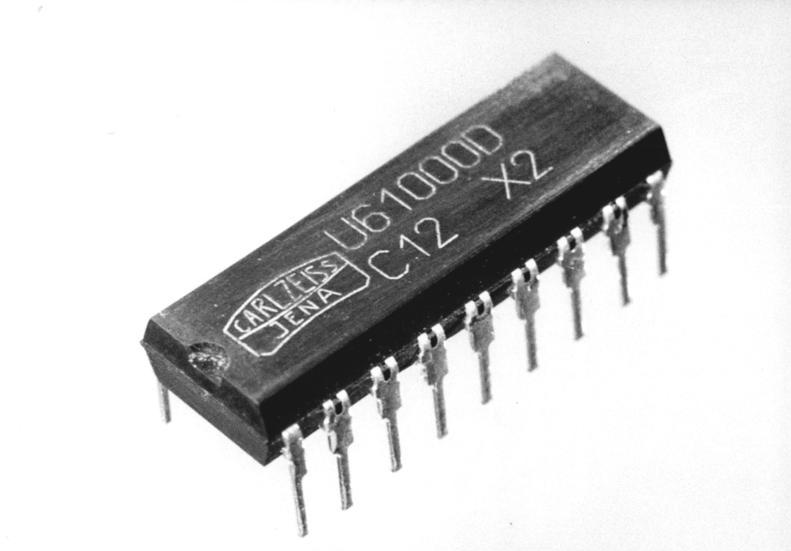
プラスチックパッケージのU61000D

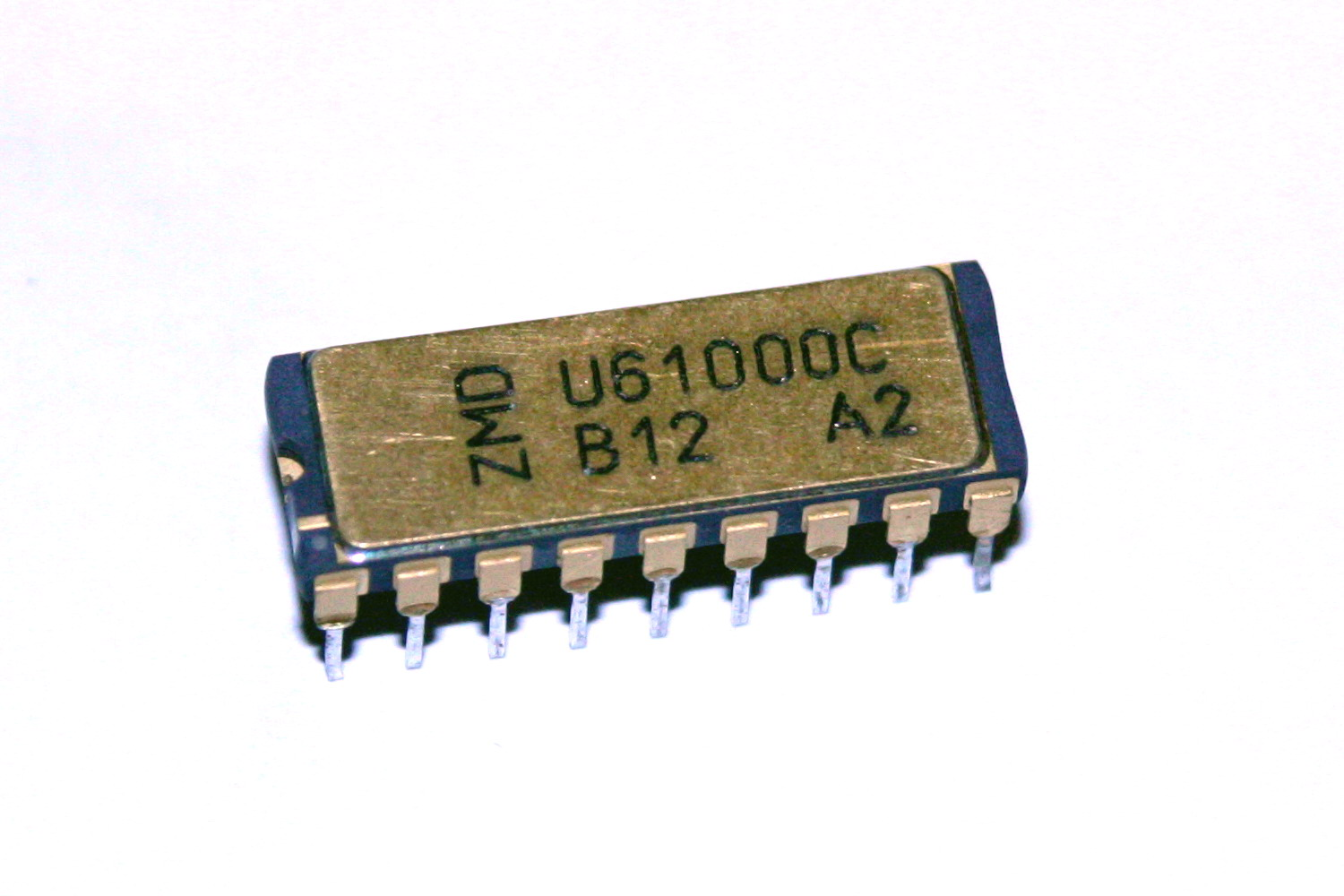
セラミックパッケージの U61000C

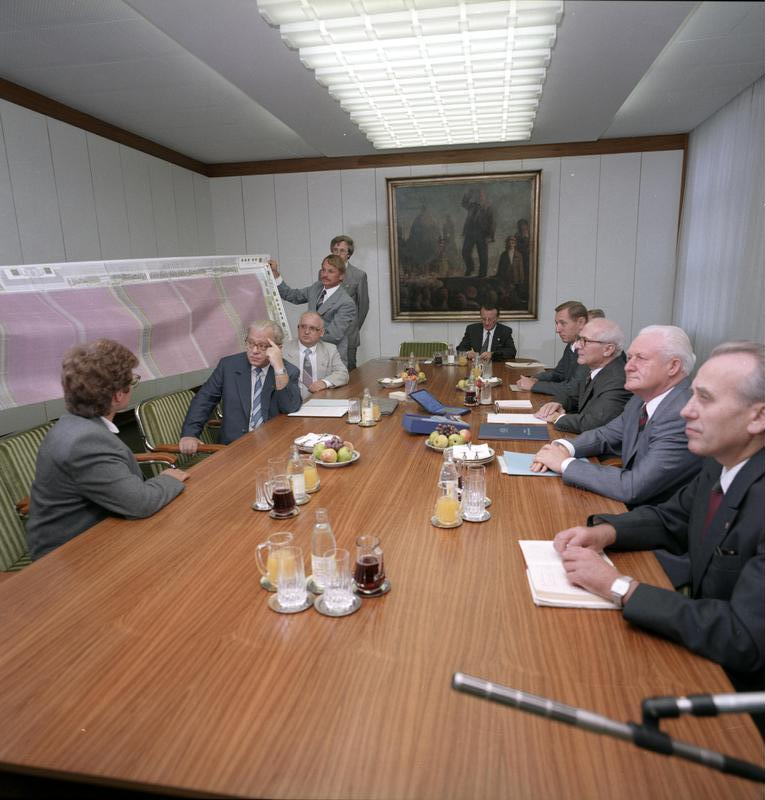
U61000の解説を受けるエーリッヒ・ホーネッカー

U61000 は1989年にCMOS技術を元にしてドイツ民主共和国で製造された初の1MビットのDRAM集積回路である。
1986年からVEBドレスデン微小電子工学研究所(ZMD)、VEBカールツアイス・イエナによって開発が開始され、1990年からは量産の為、VEB"Karl Marx" Erfurt(KME)のESO IIIに移管された。
U61000は国際的には511000に順じ、CMOS技術で1.2μmのプロセスルールで製造された18ピン樹脂パッケージ(U61000D)またはセラミックパッケージ(U61000C)がある。
内部は1024K×1ビットでアクセス時間は100 〜120ナノ秒である。メモリーチップは主にロボトロンコンピュータK 1820、K 1840、EC 1835に使用された。

## 開発の経緯
1986年2月11日にマイクロエレクトロニクス開発("マイクロン"計画)が決定され、ZMDで1Mビットの記憶回路が3年かけて開発され、1990年から量産が開始された。
東芝による64-kbit (U6164) と 256-kbit (U61256) DRAMの製造技術を基に1MビットのDRAMの開発がドレスデンで開始された。さらに旧東ドイツの対外情報機関であるHVA Abt. XIV (SWT)によってVLSIの量産に必要とされるシーメンス社のVLSI製造技術の資料が入手された。
この技術は以前、シーメンスが自社製品のために東芝からライセンス導入したものだった。量産にあたり、シーメンスの技術者達は大きな困難に打ち勝った。
ZMDの開発者は「私たちの計画に適さず、イエナの装置には過剰だった」と述べ、これらの文献は実際には使用されなかったとされる。
これに対しシュタージは科学者達が彼らが入手した情報を活用しなかった事に対して失望した。シーメンスの集積回路開発者へのCIAによるその後の調査ではドレスデンでのメガビットチップにシーメンスの文献が使用された疑いを確認できなかった。ココムによる技術禁輸により国際市場から合法的に量産に必要な製造装置と開発に必要なコンピュータを購入することは出来なかった。従って重要な製造装置であるステッパー、電子線描画装置、LPCVD装置、イオンビームエッチング装置や組み立てラインはカールツアイス・イエナとドレスデンVEBエレクトロマットで開発、製造された。他の重要な製造装置である反応性イオンエッチング装置とイオン注入装置はソビエトとの協力協定の元で開発されたものを基にした。ソビエト製では必要な品質が得られなかったのでSEDが開発を主導する事が決定され、この製造装置と回路開発用の強力なコンピュータは西ドイツの法律(外国貿易法第53条、西側支配3ヶ国の"外為管理と貨物輸送の管理")に抵触し、同様にココム規制により他の西側諸国からも輸入は出来なかった。
しかし、輸入された装置はZMDの技術者によって大幅に最適化され、本来の用途に使用できるように技術的に改良された。
1988年8月10日、試験装置が初めて運転され、1Mビットのメモリーチップのエラーのない開発パターンが検出された。これらのパターンは1988年9月12日に発表され、エーリッヒ・ホーネッカーが視察した。記憶素子の開発に携わった研究所は1988年にドイツ民主共和国国家功労賞を受賞した。1989年のライプツィヒ・メッセではU61000が金賞を授与された。
ZMDの量産先行製造設備では1988年に約5000個のU61000が生産された。1989年にはさらに30000個が生産された。生産歩留まりは最大20%だった。
開発作業は1990年に完了し、量産は KME ErfurtのESO III新工場に移管され、必要な製造装置の台数不足が多発した。既に4Mビットの記憶回路の開発も計画されたが同様に量産準備が出来なかったので開始されなかった。
1990年6月、技術規制が撤廃されたことによりこの記憶素子はそれまでの主要な顧客であったコンピュータ産業が大幅に廉価な西側の同等品を大量に購入するようになり、生産を維持できなくなった。東ドイツでのドイツマルクの導入によりそれまでの輸出先であったソビエト連邦や東欧諸国の輸出市場を失った。

## 仕様
- DRAM 容量: 1024k x 1 Bit
- アクセス時間: 100 ns - 120 ns

## ギャラリー

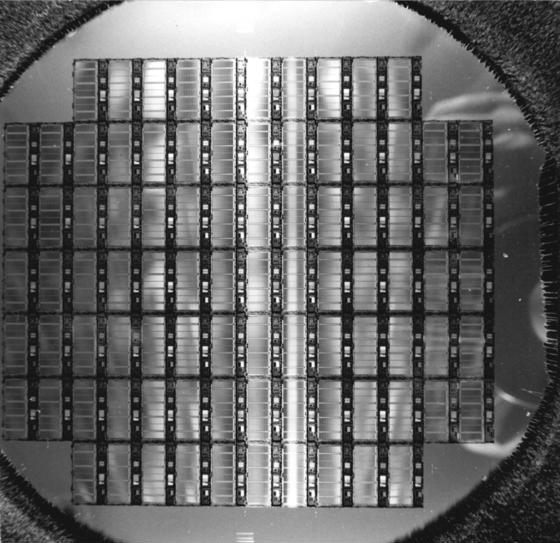
U61000が90個あるウエハー(直径125 mm)
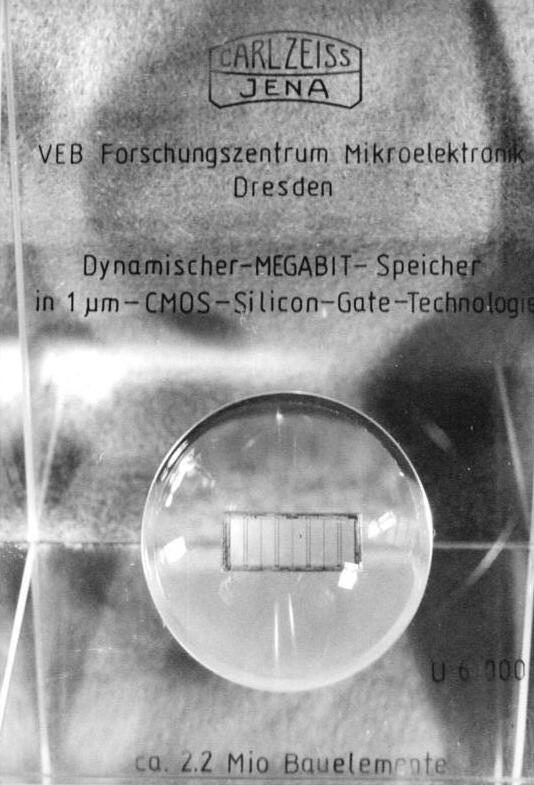
ドイツ博物館ボン分館で展示されるU61000D
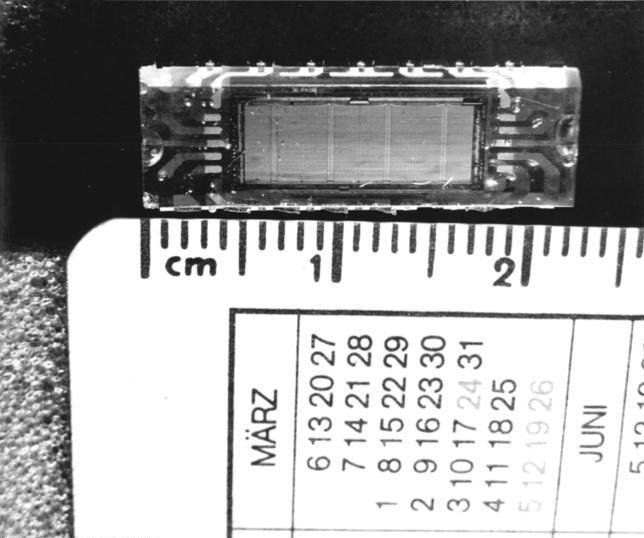
U61000D の大きさ
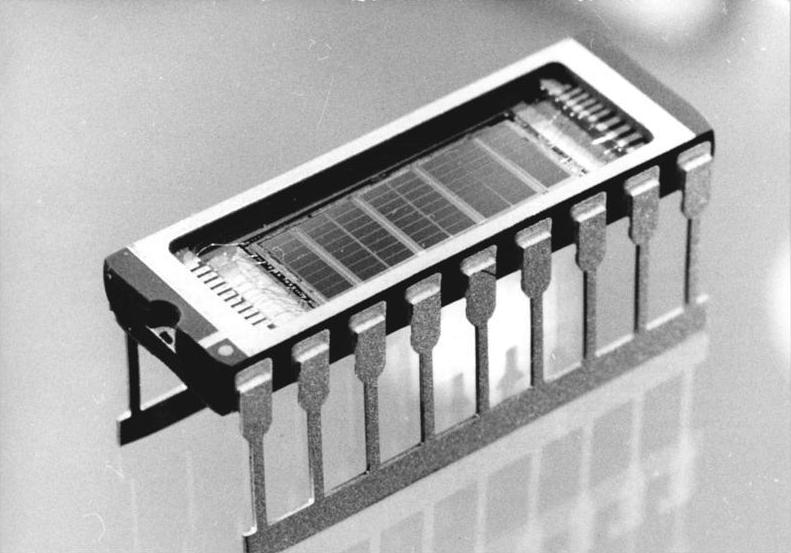
U61000C 内部

## 文献
- Datenbuch Mikroelektronik Gesamtübersicht. Info-Verlag electronic, Berlin 1990, S. 257.
- Autorenkollektiv: Nutzerhandbuch K 1821/K 1822. VEB Robotron-Elektronik Dresden, November 1989.
- Autorenkollektiv: Technisches Handbuch Speichermodul MSC20. VEB Robotron-Elektronik Dresden, Dezember 1989.